# Agama anchietae
Agama anchietae là một loài thằn lằn trong họ Agamidae. Loài này được Bocage mô tả khoa học đầu tiên năm 1896.